# Mount Pleasant (Iowa)
Mount Pleasant is een plaats (city) in de Amerikaanse staat Iowa, en valt bestuurlijk gezien onder Henry County.

## Demografie
Bij de volkstelling in 2000 werd het aantal inwoners vastgesteld op 8751. In 2006 is het aantal inwoners door het United States Census Bureau geschat op 8893, een stijging van 142 (1,6%).

## Geografie
Volgens het United States Census Bureau beslaat de plaats een oppervlakte van 19,9 km², geheel bestaande uit land. Mount Pleasant ligt op ongeveer 218 m boven zeeniveau.

## Plaatsen in de nabije omgeving
De onderstaande figuur toont nabijgelegen plaatsen in een straal van 20 km rond Mount Pleasant.